# Масе, Жан
Жан Масе́ (фр. Jean Macé; 22 августа 1815, Париж — 13 декабря 1894, Монтье, Эна) — французский преподаватель, писатель, издатель и политик. В 1866 году основал Лигу народного образования с целью освобождения школы от клерикального влияния.

## Биография
Сын рабочего. Учился с отличием в парижском коллеже имени Станисласа. Издал множество научно-популярных книг для юношества и детского возраста. Наиболее прославились из них переведённые и на русский язык: «История кусочка хлеба», «Дедушкина арифметика, или история двух маленьких торговцев яблоками» и «Слуги желудка».
В 1864 году он вместе с П. Сталем (псевдоним писателя Пьера-Жюля Этзеля, фр., 1814—1886) основал «Magasin d'éducation et de récréation». В 1863 году Масе организовал «Общество коммунальных библиотек Верхнего Рейна»; историю его он рассказал в повести «Morale en action», а системе действия общества посвятил много журнальных статей.
В 1866 году он стал инициатором Лиги народного образования. Несмотря на все стеснения, которым она подвергалась со стороны империи, затем во времена клерикально-монархической реакции, движение, инициатором которого был Масе, продолжало расти и расширяться. В 1876 году в лиге насчитывалось 210 обществ, располагавших полумиллионом книг; членов было более 30 000, учреждённых лигой народных и коммунальных библиотек — свыше 400. С 1878 года лига пользовалась содействием министров просвещения. В апреле 1881 года лига получила федеративное устройство. Она много содействовала торжеству республики, развивая среди масс сознание политических обязанностей.
С 1883 года Масе был бессменным сенатором.

## Издания
Автор многочисленных научно-популярных книг для юношества и детского возраста, среди которых наиболее известные и переведённые на русский язык:
- «История кусочка хлеба» (Histoire d’une bouchée de pain; перевод: изд. А. Головачева, Москва, 1863);
- «Дедушкина арифметика, или история двух маленьких торговцев яблоками» (L’arithmétique du grand papa : histoire de deux petits marchands de pomme ; перевод: М. 1864);
- «Слуги желудка: История пяти чувств» (Les Serviteurs de l’estomac; перевод Е. Лихачёвой и А. Сувориной, СПб., 1865);
- «Сказки Масе и Сталя» (перевод Марко Вовчка, изд. Звонарева, СПб., 1872);

Прочие:
- «Contes du Petit-Château» (1862),
- «Théâtre du Petit-Château» (1862),
- «Le Génie et la petite ville» (1866),
- «L’Anniversaire de Waterloo» (1868),
- «Le premier livre des petits enfants» (1869),
- «Les Idées de Jean-François» (1872—73),
- «La Grammaire de mademoiselle Lili» (1878),
- «La France avant les Francs» (1881).